# 木茎蛇根草
木茎蛇根草（学名：Ophiorrhiza lignosa）为茜草科蛇根草属的植物。分布在缅甸以及中国大陆的云南等地，生长于海拔1,100米的地区，一般生长在密林中，目前尚未由人工引种栽培。